# Super Soco
Super Soco是2015年成立於上海的一個電動機車品牌。他们的第一款摩托车Super Soco TS于次年发布。2018年4月又推出了第一款速克達。2017年，Super Soco的工廠從中国无锡搬到南京。該品牌還與杜卡迪、光陽工業等廠家進行合作。2021年11月，品牌總部搬入上海市青浦区。牛电科技是Super Soco的競爭對手。 